# Samsung Galaxy A8 (2018)
Samsung Galaxy A8 a Samsung Galaxy A8+ jsou mobilní telefony vyrobené společností Samsung.

## Marketing
Zařízení bylo představeno 19. prosince 2017. Prodej byl zahájen 25. ledna 2018.

Zařízení bylo prodáváno v různých verzích podle trhu, jejichž názvy jsou: SM-A530F, SM-A530K, SM-A530L, SM-A530S, SM-A530N, SM-A530W. Kromě toho byl uveden na trh ve verzích pro dvě SIM ("Duos"), vyznačující se přidáním / DS na konci názvu modelu.